# Presnel Kimpembe
Presnel Kimpembe (Beaumont-sur-Oise, 13 augustus 1995) is een Frans voetballer die doorgaans als centrale verdediger speelt. Hij stroomde in 2014 door uit de jeugd van Paris Saint-Germain. Kimpembe debuteerde in 2018 in het Frans voetbalelftal.

## Clubcarrière
Kimpembe, die een Congolees vader en Haïtiaanse moeder heeft, begon bij AS Eragny en doorliep de jeugdopleiding van Paris Saint-Germain. Op 17 september 2014 debuteerde hij in de Ligue 1, tegen RC Lens. Bij afwezigheid van David Luiz, Marquinhos en Thiago Silva stond Thiago Motta centraal in de verdediging naast Zoumana Camara. Na 76 minuten werd Motta vervangen door debutant Kimpembe. PSG won met 1-3 in Lens dankzij doelpunten van Yohan Cabaye, Maxwell en Edinson Cavani.
Kimpembe scoorde zijn eerste goal voor PSG op 12 februari 2019, in de achtste finale van de Champions League tegen Manchester United. PSG won die wedstrijd met 0-2, maar in de terugwedstrijd werd het alsnog uitgeschakeld doordat United met 1-3 won
Op 11 juli 2020 tekende Kimpembe een contractverlenging bij PSG, een deal die liep tot 2024.  In de UEFA Champions League 2019-20 bereikte PSG de finale van het toernooi, waarin ze met 1-0 verloren van Bayern München. Kimpembe nam deel aan de wedstrijd.  Op 3 januari 2022 scoorde hij zijn tweede doelpunt voor de club in een 4-0 Coupe de France -overwinning op Vannes.  Hij gaf ook een assist voor een doelpunt van Kylian Mbappé.  Kimpembe scoorde zijn eerste doelpunt in de Ligue 1 in een 5-1 overwinning uit bij Lille op 6 februari 2022.  Tijdens het seizoen 2021-22 had Kimpembe een pass-succespercentage van 95,5%, meer dan welke andere speler in de vijf beste competities dan ook . 
Op 26 februari 2023 werd Kimpembe op een brancard van het veld gedragen nadat hij zijn achillespees had gescheurd tijdens een 3-0 overwinning op rivaal Marseille.  De blessure vereiste een operatie en deed zich voor slechts twee weken na zijn terugkeer van een hamstringblessure die hem drie maanden aan de kant had gehouden.  Op 20 december 2023 verlengde Kimpembe zijn contract bij PSG tot 2026.  In januari 2024 onderging hij een operatie aan zijn achillespees,  waardoor hij het hele seizoen 2023-2024 van het veld moest. 
Op 4 februari 2025 maakte Kimpembe zijn rentree bij PSG in een 2-0 overwinning op Le Mans in de Coupe de France, bijna twee jaar na zijn blessure. PSG won de Ligue 1, de Coupe de France en de UEFA Champions League dit seizoen.

## Statistieken
| Seizoen | Club                | Competitie | Competitie | Competitie | Beker | Beker | Internationaal | Internationaal | Overig | Overig | Totaal | Totaal |
| Seizoen | Club                | Competitie | Wed.       | Dlp.       | Wed.  | Dlp.  | Wed.           | Dlp.           | Wed.   | Dlp.   | Wed.   | Dlp.   |
| ------- | ------------------- | ---------- | ---------- | ---------- | ----- | ----- | -------------- | -------------- | ------ | ------ | ------ | ------ |
| 2014/15 | Paris Saint-Germain | Ligue 1    | 1          | 0          | 0     | 0     | 0              | 0              | 0      | 0      | 1      | 0      |
| 2015/16 | Paris Saint-Germain | Ligue 1    | 6          | 0          | 3     | 0     | 0              | 0              | 1      | 0      | 10     | 0      |
| 2016/17 | Paris Saint-Germain | Ligue 1    | 19         | 0          | 8     | 0     | 1              | 0              | 0      | 0      | 28     | 0      |
| 2017/18 | Paris Saint-Germain | Ligue 1    | 28         | 0          | 7     | 0     | 3              | 0              | 0      | 0      | 38     | 0      |
| 2018/19 | Paris Saint-Germain | Ligue 1    | 24         | 0          | 4     | 0     | 8              | 1              | 0      | 0      | 36     | 1      |
| 2019/20 | Paris Saint-Germain | Ligue 1    | 16         | 0          | 2     | 0     | 10             | 0              | 0      | 0      | 28     | 0      |
| 2020/21 | Paris Saint-Germain | Ligue 1    | 28         | 0          | 1     | 0     | 11             | 0              | 1      | 0      | 41     | 0      |
| 2021/22 | Paris Saint-Germain | Ligue 1    | 30         | 1          | 4     | 1     | 7              | 0              | 1      | 0      | 42     | 1      |
| 2022/23 | Paris Saint-Germain | Ligue 1    | 11         | 0          | 1     | 0     | 3              | 0              | 1      | 0      | 16     | 0      |
| 2023/24 | Paris Saint-Germain | Ligue 1    | 0          | 0          | 0     | 0     | 0              | 0              | 0      | 0      | 0      | 0      |
| 2024/25 | Paris Saint-Germain | Ligue 1    | 2          | 0          | 2     | 0     | 1              | 0              | 0      | 0      | 5      | 0      |
| TOTAAL  | TOTAAL              | TOTAAL     | 165        | 1          | 32    | 1     | 44             | 1              | 4      | 0      | 245    | 2      |

Bijgewerkt t/m 20 mei 2021

## Interlandcarrière
Kimpembe debuteerde op 12 oktober 2014 in Congo-Kinshasa –21, in een wedstrijd tegen Jong Oostenrijk. In de jaren die volgden kwam hij uit voor Frankrijk –20 en Frankrijk –21. Kimpembe debuteerde in 2018 in het Frans voetbalelftal, tijdens een met 1–3 gewonnen oefeninterland in en tegen Rusland. Hij viel in de 81e minuut in voor Samuel Umtiti.
Bondscoach Deschamps nam Kimpembe mee naar het WK 2018 in Rusland. Op dit toernooi speelde hij één wedstrijd: hij stond 90 minuten op het veld in de groepswedstrijd tegen Denemarken (0-0). Frankrijk won uiteindelijk het toernooi door de finale te bereiken en hierin Kroatië te verslaan met 4-2.

## Erelijst
| Ligue 1               | 6x | 2014/15, 2015/16, 2017/18, 2018/19, 2019/20, 2021/22 |
| Coupe de France       | 4x | 2015/16, 2016/17, 2017/18,2019/20                    |
| Coupe de la Ligue     | 4x | 2015/16, 2016/17, 2017/18, 2019/20                   |
| Trophée des Champions | 5x | 2016, 2017, 2018, 2019,2023                          |

| Competitie          | Winnaar   | Winnaar   | Runner-up | Runner-up | Derde     | Derde     |
| Competitie          | Aantal    | Jaren     | Aantal    | Jaren     | Aantal    | Jaren     |
| Frankrijk           | Frankrijk | Frankrijk | Frankrijk | Frankrijk | Frankrijk | Frankrijk |
| ------------------- | --------- | --------- | --------- | --------- | --------- | --------- |
| FIFA WK             | 1x        | 2018      |           |           |           |           |
| UEFA Nations League | 1x        | 2020/21   |           |           |           |           |

1 Donnarumma ·
2 Hakimi ·
3 Kimpembe ·
5 Marquinhos  ·
7 Kvaratschelia ·
8 Ruiz ·
9 Ramos ·
10 Dembélé ·
14 Doué ·
17 Vitinha ·
19 Lee ·
21 Hernández ·
23 Kolo Muani ·
23 Kolo Muani ·
24 Mayulu ·
25 Mendes ·
29 Barcola ·
33 Zaïre-Emery ·
35 Beraldo ·
39 Safonov ·
42 Zague ·
45 El Hannach ·
49 Mbaye ·
51 Pacho ·
80 Tenas ·
87 Neves ·
Coach: Enrique
· Assistent-coach: Pol
1 Lloris  ·  
2 Pavard ·
3 Kimpembe ·
4 Varane ·
5 Umtiti ·
6 Pogba ·
7 Griezmann ·
8 Lemar ·
9 Giroud ·
10 Mbappé ·
11 Dembélé ·
12 Tolisso ·
13 Kanté ·
14 Matuidi ·
15 Nzonzi ·
16 Mandanda ·
17 Rami ·
18 Fekir ·
19 Sidibé ·
20 Thauvin ·
21 Hernández ·
22 Mendy ·
23 Aréola ·
Coach: Deschamps
1 Lloris  ·
2 Pavard ·
3 Kimpembe ·
4 Varane ·
5 Lenglet ·
6 Pogba ·
7 Griezmann ·
8 Lemar ·
9 Giroud ·
10 Mbappé ·
11 Dembélé ·
12 Tolisso ·
13 Kanté ·
14 Rabiot ·
15 Zouma ·
16 Mandanda ·
17 Sissoko ·
18 Digne ·
19 Benzema ·
20 Coman ·
21 Hernández ·
22 Ben Yedder ·
23 Maignan ·
24 Dubois ·
25 Koundé ·
26 Thuram ·
Coach: Deschamps